# Ni Samnang
Ni Samnang (ur. 25 maja 1993) – kambodżańska zapaśniczka w stylu wolnym.
Złota medalistka igrzysk Azji Południowo-Wschodniej w 2013. Trzecia na mistrzostwach Azji Południowo-Wschodniej w 2022 roku.